# Jamajka na Letních olympijských hrách 2012
Jamajka se účastnila Letní olympiády 2012. Zastupovalo ji 50 sportovců (25 mužů a 25 žen) v 4 sportech.

## Medailisté
| Medaile | Jméno | Sport    | Soutěž                 |
| ------- | --- | -------- | ---------------------- |
| Zlato   | Shelly-Ann Fraserová-Pryceová | Atletika | Ženy 100 m             |
| Zlato   | Usain Bolt | Atletika | Muži 100 m             |
| Zlato   | Usain Bolt | Atletika | Muži 200 m             |
| Zlato   | Kemar Bailey-Cole* Yohan Blake Usain Bolt** Nesta Carter Michael Frater                                                                           | Atletika | Muži štafeta 4 × 100 m |
| Stříbro | Yohan Blake | Atletika | Muži 100 m             |
| Stříbro | Shelly-Ann Fraserová-Pryceová | Atletika | Ženy 200 m             |
| Stříbro | Yohan Blake | Atletika | Muži 200 m             |
| Stříbro | Schillonie Calvert* Veronica Campbellová-Brownová** Shelly-Ann Fraserová-Pryceová** Samantha Henry-Robinson* Sherone Simpsonová Kerron Stewartová | Atletika | Ženy štafeta 4 × 100 m |
| Bronz   | Veronica Campbellová-Brownová | Atletika | Ženy 100 m             |
| Bronz   | Hansle Parchment | Atletika | Muži 110 m překážek    |
| Bronz   | Warren Weir | Atletika | Muži 200 m             |
| Bronz   | Dominique Blake Christine Day Shereefa Lloyd Rosemarie Whyte Shericka Williamsová Novlene Williamsová-Millsová                                    | Atletika | Ženy štafeta 4 × 400 m |

* - Heats only; ** - Finals only;